# All Out (EP)
All Out là đĩa mở rộng (EP) đầu tiên của nhóm nhạc nữ K-pop ảo - K/DA, được phát hành vào ngày 6 tháng 11 năm 2020, thông qua Riot Games và Stone Music Entertainment. Album bao gồm năm bài hát có giọng hát của đội hình ban đầu (G) I-dle, Madison Beer và Jaira Burns và một loạt ca sĩ có ảnh hưởng, như Bea Miller, Wolftyla, Lexie Liu, Seraphine, Kim Petras, Aluna, Bekuh Boom, Twice và Annika Wells. Mở đầu cho album là đĩa đơn "The Baddest" được phát hành vào ngày 27 tháng 8 năm 2020. Đĩa đơn này đã đạt top 2 doanh số bán hàng bài hát kỹ thuật số Billboard thế giới, trong khi "More" sẽ được phát hành như đĩa đơn chính cùng với album vào ngày 6 tháng 11 năm 2020.

## Bối cảnh và quảng bá
Sau khi phát hành " The Baddest " vào ngày 27 tháng 8 năm 2020, nhóm đã phát hành một số hình ảnh teaser bắt đầu với Akali, Evelynn, Kai'sa và Ahri với cụm từ "#Wherewevebeen #KDA #CallingBlades" trên tài khoản mạng xã hội của họ. Vào ngày 5 tháng 9, K/DA xác nhận rằng họ đang hợp tác với Seraphine (một vị tướng khác trong LMHT), một người có sức ảnh hưởng ảo, hư cấu sau khi người hâm mộ đồn đoán rằng cô ấy đã đăng bài trên Twitter, Instagram, SoundCloud và phong cách nghệ thuật dường như phù hợp với các nhân vật khác trong trò chơi. Đồng thời, Riot đã phát hành tập đầu tiên của bộ truyện tranh web mới của họ có tựa đề K/DA: Hài hòa cho thấy hậu trường của quá trình ghi hình của nhóm, cuộc gặp gỡ, trải nghiệm và cuộc phiêu lưu của các thành viên. Vào ngày 28 tháng 9, K/DA đã công bố lightstick chính thức của fandom với hình dạng của một chiếc micrô sân khấu, có họa tiết đan chéo màu đen trên tay cầm và đợt chiêu mộ người hâm mộ đầu tiên của họ cho Blades - tên fandom chính thức của nhóm.
Vào ngày 2 tháng 10, K/DA đã công bố đĩa mở rộng đầu tay - All Out, ảnh bìa chính thức của album và nhiều tác phẩm nghệ thuật quảng bá đã được phát hành cùng với thông báo. Có thông tin cho rằng đĩa đơn chính sẽ được trình diễn trong Giải vô địch thế giới Liên Minh Huyền Thoại 2020 cùng với Seraphine - một vị tướng tiếp theo của Liên Minh Huyền Thoại. Ngày 9 tháng 10, nhóm đã tiết lộ danh sách các ca khúc trong album. Vào ngày 12 tháng 10, Riot Games đã phát hành trang phục mới cho các thành viên của K/DA là Akali, Evelynn, Ahri và Kai'Sa bao gồm cả Seraphine. Trang phục cho Seraphine được phát hành dựa trên sự phát triển trong sự nghiệp của cô để cuối cùng trở thành một ngôi sao nhạc pop, từ 'Seraphine Indie' 'Seraphine Rising Star' đến 'Seraphine Superstar'. Trước đó việc Seraphine sẽ là vị tướng tiếp theo của LMHT vẫn chưa được làm rõ, nhưng nó đã được Riot Games xác nhận vào ngày hôm sau khi công bố Seraphine là pháp sư mới với các kỹ năng theo chủ đề âm nhạc. Vào ngày 16 tháng 10, Riot Games đã tiết lộ toàn bộ đội hình nghệ sĩ, có 5 bản nhạc và hơn 10 nghệ sỹ.

## Biểu diễn trực tiếp
K/DA đã biểu diễn đĩa đơn này tại Lễ khai mạc Giải vô địch thế giới Liên Minh Huyền Thoại 2020. Nó được đồng sản xuất bởi Possible Productions, người đã sản xuất các tác phẩm khác như MTV Music Awards, VMAs và các chương trình Super Bowl Halftime. Sân khấu được kết hợp Unreal Engine 5, được sửa đổi bởi Possible Productions cùng với LuxMC, sẽ có hơn 40 nghệ sĩ tham gia biểu diễn và công nghệ VR & AR được áp dụng. David Higdon, Trưởng bộ phận Truyền thông Esports Toàn cầu tại Riot Games cho biết, “Đây là hệ thống kết xuất thực tế hỗn hợp tiên tiến nhất trên thế giới, sẽ kết xuất trong thời gian thực ở độ phân giải 32k và 60 FPS. Nó thật sự rất tuyệt vời. Giải vô địch thế giới LMHT 2020 sẽ không giống như bất cứ điều gì bạn đã thấy trước đây." 

## Danh sách theo dõi
| All Out - danh sách theo dõi | All Out - danh sách theo dõi                                       | All Out - danh sách theo dõi |
| STT                          | Nhan đề                                                            | Thời lượng                   |
| ---------------------------- | ------------------------------------------------------------------ | ---------------------------- |
| 1.                           | "The Baddest" ((G)I-dle, Bea Miller, Wolftyla)                     |                              |
| 2.                           | "More" (Madison Beer, (G)I-dle, Lexie Liu, Jaira Burns, Seraphine) |                              |
| 3.                           | "Villain" (Madison Beer, Kim Petras)                               |                              |
| 4.                           | "Drum Do Dum" (Aluna, Wolftyla, Bekuh Boom)                        |                              |
| 5.                           | "I'll Show You" (Twice, Bekuh Boom, Annika Wells)                  |                              |